# Prijs van de strijdlust Ronde van Italië
De prijs van de strijdlust wordt in de Ronde van Italië uitgereikt aan de strijdlustigste renner. Na elke etappe wordt de prijs eveneens toegekend aan de strijdlustigste renner van de dag. Hij mag de volgende dag met een rood rugnummer rijden.
Tot en met 2021 werd gebruik gemaakt van een klassement waarbij renners punten konden verdienen aan de streep, bij tussensprints én bovenop beklimmingen. De renner met de meeste punten was dan de leider van het strijdlustklassement, waaraan overigens geen trui verbonden was.

## Winnaars prijs van de strijdlust
- 2001 -  Massimo Strazzer
- 2002 -  Massimo Strazzer
- 2003 -  Freddy González
- 2004 -  Alessandro Petacchi
- 2005 -  José Rujano
- 2006 -  Paolo Bettini
- 2007 -  Leonardo Piepoli
- 2008 -  Emanuele Sella
- 2009 -  Stefano Garzelli
- 2010 -  Matthew Lloyd
- 2011 -  Stefano Garzelli
- 2012 -  Mark Cavendish
- 2013 -  Mark Cavendish
- 2014 -  Julián Arredondo
- 2015 -  Philippe Gilbert
- 2016 -  Matteo Trentin
- 2017 -  Mikel Landa
- 2018 -  Davide Ballerini
- 2019 -  Fausto Masnada
- 2020 -  Thomas De Gendt
- 2021 -  Dries De Bondt
- 2022 -  Mathieu van der Poel
- 2023 -  Derek Gee
- 2024 -  Julian Alaphilippe
- 2025 -  Lorenzo Fortunato

 winnaars · 
roze trui · 
  puntenklassement · 
  bergklassement · 
 jongerenklassement · 
 intergiro · 
 ploegenklassement · 
 strijdlust · 
 zwarte trui
Giro d'Italia Next Gen · Giro Donne · Cima Coppi
 Belgische rozetruidragers · etappewinnaars
 Nederlandse rozetruidragers · etappewinnaars
Mannen:
1909 · 
1910 · 
1911 · 
1912 · 
1913 · 
1914 · 
1919 · 
1920 · 
1921 · 
1922 · 
1923 · 
1924 · 
1925 · 
1926 · 
1927 · 
1928 · 
1929 · 
1930 · 
1931 · 
1932 · 
1933 · 
1934 · 
1935 · 
1936 · 
1937 · 
1938 · 
1939 · 
1940 · 
1946 · 
1947 · 
1948 · 
1949 · 
1950 · 
1951 · 
1952 · 
1953 · 
1954 · 
1955 · 
1956 · 
1957 · 
1958 · 
1959 · 
1960 · 
1961 · 
1962 · 
1963 · 
1964 · 
1965 · 
1966 · 
1967 · 
1968 · 
1969 · 
1970 · 
1971 · 
1972 · 
1973 · 
1974 · 
1975 · 
1976 · 
1977 · 
1978 · 
1979 · 
1980 · 
1981 · 
1982 · 
1983 · 
1984 · 
1985 · 
1986 · 
1987 · 
1988 · 
1989 · 
1990 · 
1991 · 
1992 · 
1993 · 
1994 · 
1995 · 
1996 · 
1997 · 
1998 · 
1999 · 
2000 · 
2001 · 
2002 · 
2003 · 
2004 · 
2005 · 
2006 · 
2007 · 
2008 · 
2009 · 
2010 · 
2011 · 
2012 · 
2013 · 
2014 · 
2015 · 
2016 · 
2017 · 
2018 · 
2019 · 
2020 · 
2021 · 
2022 · 
2023 · 
2024 · 
2025
Vrouwen:
1988 · 
1989 · 
1990 · 
1991 ·
1992 ·
1993 · 
1994 · 
1995 · 
1996 · 
1997 · 
1998 · 
1999 · 
2000 · 
2001 · 
2002 · 
2003 · 
2004 · 
2005 · 
2006 · 
2007 · 
2008 · 
2009 · 
2010 · 
2011 · 
2012 ·
2013 · 
2014 ·
2015 ·
2016 ·
2017 ·
2018 ·
2019 ·
2020 ·
2021 ·
2022 ·
2023 ·
2024 ·
2025